# Domazan
Domazan ist eine französische Gemeinde mit 966 Einwohnern (Stand 1. Januar 2022) im Département Gard der Region Okzitanien.

## Geografie
Domazan liegt zwischen Nîmes und Avignon inmitten des Weinbaugebiets Côtes du Rhône Villages. Das Gebiet ist bereits seit 3500 Jahren besiedelt. Nachbargemeinden sind Rochefort-du-Gard, Saze, Aramon, Théziers und Estézargues.

## Sehenswürdigkeiten
- Kirche Notre Dame de la Rouvière aus dem 13. Jahrhundert
- Schloss aus dem 14. Jahrhundert[2]

## Demografie

### Bevölkerungsentwicklung
| Jahr      | 1962 | 1968 | 1975 | 1982 | 1990 | 1999 | 2008 | 2017 |
| Einwohner | 395  | 432  | 454  | 513  | 671  | 740  | 880  | 930  |

### Altersstruktur
28 Prozent der Bevölkerung sind 19 Jahre alt oder jünger. Sechs Prozent der Bevölkerung sind 75 Jahre alt oder älter.